# علاقات بوتان الخارجية
بوتان لها علاقات دبلوماسية مع 56 دولة والاتحاد الأوروبي.
في عام 1971 بدأت بوتان برعاية الهند بتطوير علاقاتها الخارجية من خلال الانضمام إلى الأمم المتحدة، على الرغم من عدم وجود علاقات دبلوماسية مع أي من الأعضاء الدائمين في مجلس الأمن التابع للأمم المتحدة. في عام 1981 انضمت بوتان إلى صندوق النقد الدولي والبنك الدولي، تلتها منظمة الصحة العالمية واليونسكو في عام 1982. وهي أيضًا عضو نشط في الرابطة. بوتان حاليًا عضو في 45 منظمة دولية.
بموجب المادة 20 من دستور بوتان الذي تم سنه في عام 2008، تندرج العلاقات الخارجية لبوتان ضمن اختصاص دروك غيالبو بناءً على مشورة السلطة التنفيذية، أي رئيس الوزراء والوزراء الآخرين في لينهيج لينشوغ بما في ذلك وزير الخارجية.